# سرنداه

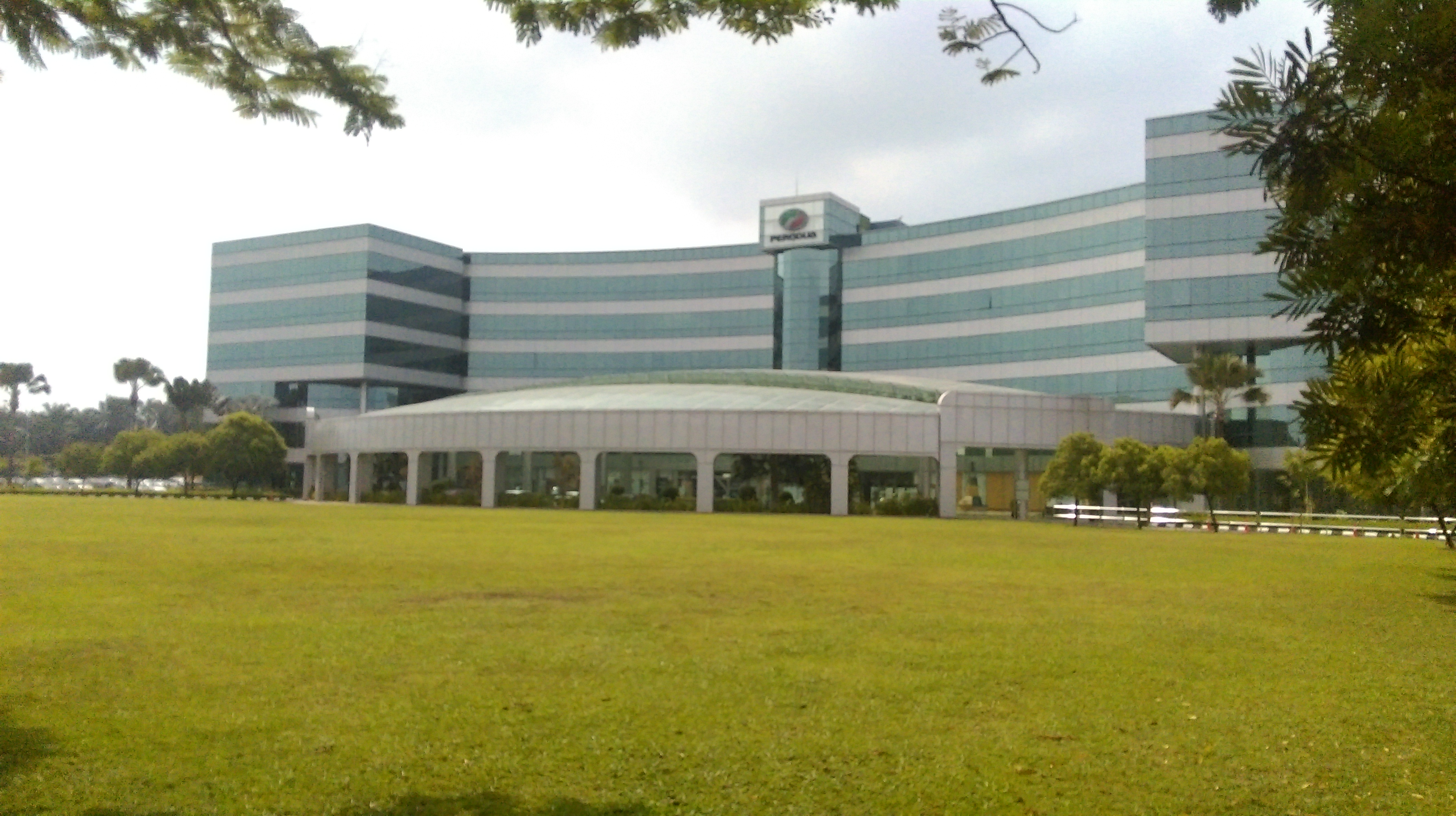
دفتر مرکزی شرکت پرودوآ در سرنداه

سرنداه شهری در منطقه هولو سلانگور در ایالت سلانگور، مالزی است. دفتر مرکزی شرکت پرودوآ که دومین تولیدکننده بزرگ خودرو در مالزی است، در این شهر قرار دارد.